# جونو ریج (فلوریدا)
جونو ریج (به انگلیسی: Juno Ridge) یک منطقهٔ مسکونی در ایالات متحده آمریکا است که در شهرستان پام بیچ، فلوریدا واقع شده‌است. جونو ریج ۰٫۴ کیلومتر مربع مساحت و ۷۴۲ نفر جمعیت دارد و ۴ متر بالاتر از سطح دریا قرار دارد.